# A (Cass McCombs)
A è il primo album in studio del musicista statunitense Cass McCombs, pubblicato nel 2003.

## Tracce
1. I Went to the Hospital – 5:14
2. Bobby, King of Boys Town – 3:47
3. What Isn't Nature – 4:48
4. Aids in Africa – 5:42
5. A Comedian is Someone Who Tells Jokes – 3:30
6. Gee, It's Good to Be Back Home – 2:59
7. Meet Me Here at Dawn – 3:39
8. When the Bible Was Wrote – 4:06
9. My Pilgrim Dear – 4:50
10. Bedding Down Post Xmas Time – 3:54
11. My Master – 4:20